# Central Expressway
Der Central Expressway (Abkürzung: CTE, chin.: 中央 高速公路; Pinyin: Zhongyang Gāosù Gōnglù; Tamil: மத்திய விரைவுச்சாலை; malay: Lebuhraya Tengah) ist die wichtigste Autobahn Singapurs. Er verbindet die Innenstadt mit den nördlichen Wohngebieten, darunter Toa Payoh, Bishan und Ang Mo Kio. Weiter in nördlicher Richtung geht der CTE in den Seletar Expressway und den Tampines Expressway über.

## Stadtteile entlang der Autobahn
- Seletar
- Ang Mo Kio
- Serangoon
- Bishan
- Toa Payoh
- Central Area
- Bukit Merah